# Даракой
Даракой (груз. დარაქოი) — село в Грузии, на территории Цалкского муниципалитета края (мхаре) Квемо-Картли.

## География
Село находится в юго-восточной части Грузии, на левом берегу реки Храми, на расстоянии приблизительно 8 километров (по прямой) к западу от города Цалка, административного центра муниципалитета. Абсолютная высота — 1527 метров над уровнем моря.

## Население
По результатам официальной переписи населения 2014 года в Даракое проживало 588 человек (300 мужчин и 288 женщин). В национальной структуре населения армяне составляли 99,1 %.
| Год  | Население, человек |
| ---- | ------------------ |
| 2002 | 814                |
| 2014 | ↘ 588              |